# Антонио Жедер
Анто́нио Же́дер Ма́лта Ками́ло (порт. Antônio Géder Malta Camilo; род. 23 апреля 1978, Рекрею, Минас-Жерайс) — бразильский футболист, защитник.

## Карьера
В январе 2003 года перешёл в подмосковный «Сатурн», где неплохо проявил себя. Так как не выступал за сборную Бразилии, одно время шли разговоры о привлечении его и его партнёра по «Сатурну» Жеана в сборную России. Летом 2006 года перешёл в московский «Спартак», где полностью проявить себя не сумел. В январе 2008 перешёл во французский «Ле-Ман», где проявить себя также не сумел.. 23 июля 2010 года разорвал контракт с «Ле-Маном», после чего присоединился к бразильскому клубу «Спорт Ресифи».

## Достижения
Васко да Гама
- Чемпион Бразилии: 2000

Спартак (Москва)
- Серебряный призёр чемпионата России: 2006, 2007

### Личные достижения
- В списках 33 лучших футболистов чемпионата России (2): № 2 (2003); № 3 (2005)